# Rocco van Straten
Rocco van Straten (Nieuwegein, 30 maart 1991) is een Nederlandse snowboarder.

## Carrière
Bij zijn wereldbekerdebuut, in januari 2007 in Graz, scoorde Van Straten direct zijn eerste wereldbekerpunten. De Nederlander nam viermaal deel aan de wereldkampioenschappen snowboarden voor junioren, zijn beste resultaten waren een vierde plaats op het onderdeel Big Air in 2008 en achtste plaats op datzelfde onderdeel in 2010.
Van Straten werd bij de FIS wereldkampioenschappen snowboarden 2011 in het Spaanse La Molina aanvankelijk vierde op het onderdeel Big Air. Op 7 juni 2011 maakte de FIS bekend dat zilverenmedaillewinnaar Zach Stone positief was bevonden op het gebruik van cannabis. Hij werd hiervoor geschorst omdat hij niet tegen het besluit in beroep ging bij het CAS. Hierdoor ontving Van Straten alsnog de bronzen medaille. Een week na de wereldkampioenschappen won hij in Denver een wereldbekerwedstrijd op het onderdeel Big Air. Op de FIS wereldkampioenschappen snowboarden 2013 in Stoneham-et-Tewkesbury werd Van Straten uitgeschakeld in de kwalificaties van het onderdeel slopestyle. Daarna stopte hij op topsportniveau.

## Resultaten

### Wereldkampioenschappen
| Jaar | Plaats                 | Resultaten                              |
| ---- | ---------------------- | --------------------------------------- |
| 2011 | La Molina              | Big Air · 41e Halfpipe · 25e Slopestyle |
| 2013 | Stoneham-et-Tewkesbury | 37e Slopestyle                          |

### Wereldbeker
Eindklasseringen
| Seizoen   | Algm | HP  | BA    |
| --------- | ---- | --- | ----- |
| 2006/2007 | 232e | –   | 61e   |
| 2007/2008 | 197e | 84e | 57e   |
| 2008/2009 | 316e | –   | 101e  |
| 2009/2010 | 117e | –   | 19e   |
| 2010/2011 | 5e   | 37e | Brons |
| 2011/2012 | 51e  | –   | 23e   |

Wereldbekerzeges
| Datum           | Plaats | Onderdeel |
| --------------- | ------ | --------- |
| 26 januari 2011 | Denver | Big Air   |